# Hålltjärnen (Ådals-Lidens socken, Ångermanland)
Hålltjärnen är en sjö i Sollefteå kommun i Ångermanland och ingår i Ångermanälvens huvudavrinningsområde.